# Burchard d'Eichstätt
Burchard (mort vers 1153) est évêque d'Eichstätt de 1149 à 1153.

## Biographie
Burchard vient d'une famille noble, la famille de Mässing, Memlem ou Wachenzell, d'origine bavaroise. Son père est Hartnid l'ancien, ses frères Hartnid le jeune, Regenhard et Uto.
En 1119, Burchard apparaît comme chanoine d'Eichstätt et occupe de manière intermittente la fonction de doyen de la cathédrale. Après la mort de son prédécesseur Gebhard von Grögling, il est élu évêque par la majorité du chapitre de chanoines. Mais le vote donne lieu à un schisme, la minorité favorable à la Maison de Hohenstaufen préfère le prévôt de la cathédrale, Walbrun (de). Conrad III de Hohenstaufen, de retour de la deuxième croisade, se décide en faveur de Burchard.
Burchard et plusieurs abbés, dont Markward (de) de Fulda et Adam (de) d'Ebrach, ont une plainte contre le comte Rapoto von Abenberg, affirmant que son père Wolfram avait construit l'abbaye d'Abenberg (de) en 1142 sans le consentement de l'évêché et que Rapoto procéda ensuite à une réaffectation de biens à l'abbaye d'Heilsbronn.
Après que dans le diocèse d'Eichstätt l'abbaye de Kastl (de) adopte la réforme de Hirsau, l'évêque Gebhard impose cette réforme à l'abbaye de Heidenheim, d'abord en renouvelant les chanoines. Le pape Eugène III approuve cette procédure et le plan de Gebhard pour reconstruire un monastère bénédictin à Heidenheim. La mort de Gebhard en 1149 contrecarre le plan, son successeur Burchard est du côté des anciens chanoines qui rejettent la conversion. À l'instigation du chanoine Ilsungus, un réformiste, le pape Eugène III ordonne l'expulsion des chanoines de Heidenheim et l'établissement d'un monastère bénédictin. Il charge Adam d'Ebrach et l'évêque de Bamberg Eberhard von Otelingen de cette mission après avoir écarté Burchard et l'archevêque de Mayence Heinrich Ier Felix von Harburg. L'excommunication n'est pas prononcée, après de longues négociations à Nuremberg, les chanoines acceptent cette nouvelle vie monastique en 1151 dans une lettre à Eberhard von Otelingen. Le pape Eugène III envoie l'abbé Adelbert de Michelfeld pour s'assurer de la mise en œuvre de la réforme. Burchard soutient la résistance pour contrer l'influence de l'évêque de Bamberg. L'abbé renonce. Le pape envoie les légats, Bernhard et Gregor, pour remplacer l'abbé. Les légats obtiennent avec l'approbation de Frédéric Barberousse la démission de Burchard, qui serait décédé la même année.